# 里莫库尔
里莫库尔（法語：Rimaucourt，法語發音：[ʁimokuʁ]）是法国上马恩省的一个市镇，位于该省中部，属于肖蒙区。

## 地理
里莫库尔（48°15'7"N, 5°19'56"E）面积20.26 平方千米，位于法国大東部大區上马恩省，该省份为法国东北部内陆省份，北起马恩省和默兹省，西接奥布省，西南接科多尔省，东南接上索恩省，东临孚日省。
与里莫库尔接壤的市镇（或旧市镇、城区）包括：昂德洛-布朗什维尔、埃科拉孔布、马努瓦、雷内勒、维涅拉科特。

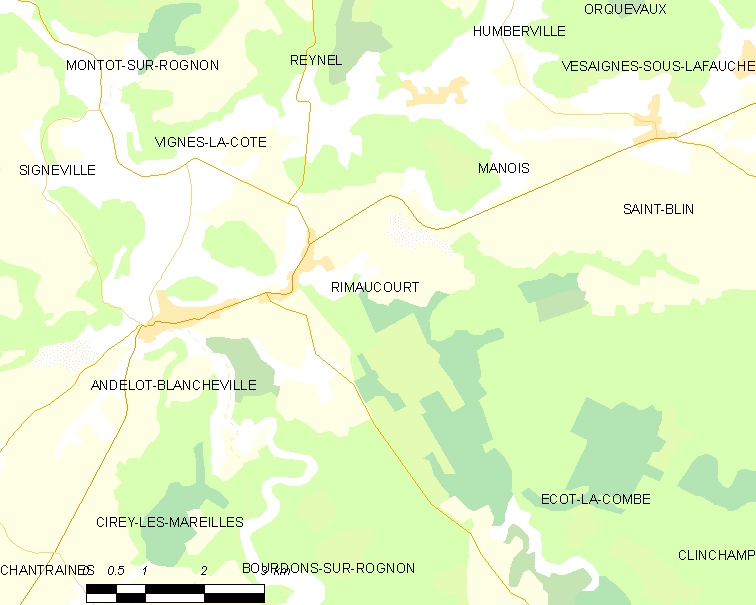
里莫库尔的OSM定位图

里莫库尔的时区为UTC+01:00、UTC+02:00（夏令时）。

## 行政
里莫库尔的邮政编码为52700，INSEE市镇编码为52423。

## 政治
里莫库尔所属的省级选区为博洛涅县。

## 人口

1962-2008年间里莫库尔人口变化图示

里莫库尔于2022年1月1日时的人口数量为615人。